# La Fille du rivage
La Fille du rivage (Gadis pantai en indonésien) est un roman de Pramoedya Ananta Toer paru en 1965. Ce roman a pour cadre Java durant la colonisation et son organisation féodale. Pramoedya Anananta Toer l'utilise comme critique de la condition sociale en Indonésie, et en particulier les problèmes liés aux mariages précoces. Il s'est inspiré pour l'écriture de ce roman de l'histoire de sa propre grand-mère.

## Synopsis
Le récit est divisé en cinq actes : la fille du rivage quitte son village, son adaptation à la maison de Bendoro, sa vie de femme de Bendoro, sa visite à ses parents, puis son divorce.

### La fille du rivage quitte son village
Au début du roman, on découvre que la fille du rivage a été obligée de quitter son village de pêcheurs, car elle doit aller en ville pour vivre dans la maison de Bendoro. C'est un priyayi qui vit dans la ville de Rembang. Au début du XXe siècle, il était normal que de futurs époux ne se connaissent pas, car c'était les parents qui l’arrangeaient. Se marier avec un noble pour une fille de pêcheurs était par contre peu ordinaire. Ses parents pensent que ce mariage la rendra heureuse car il l'élève socialement.

### La fille du rivage s'adapte à la maison de Bendoro
Après avoir patienté quelques heures, la fille du rivage est finalement reçue par Bendoro pour vivre chez lui. Elle change alors de statut : elle était avant juste une fille pauvre de province, mais maintenant elle est la femme d'un noble et elle trouve bizarre de se faire appeler Mas Nganten. Les servantes de Bendoro la respectent et lui obéissent maintenant. Pendant les trois premiers mois, elle ne peut pas sortir et doit apprendre le protocole, la prière, ainsi que l'art du batik et les règles de la maison de Bendoro. Ses parents étaient encore avec elle lorsqu'elle est arrivée, mais ils sont retournés à leur village pour reprendre leurs occupations ; ils lui manquent ainsi que sa vie d'avant.

### La fille du rivage, femme de Bendoro
Après ces premiers mois d'adaptation, elle apprécie mieux sa vie dans la haute société et se sent plus confortable dans la maison de Bendoro. Elle quitte plus souvent sa chambre et converse avec les associés de son mari, les servantes et sa famille. Peu à peu, elle est plus autonome, n'a plus besoin de toujours demander aux servantes de faire à sa place. Elle ose dorénavant sortir de la chambre pour discuter avec Bendoro, et prendre soin de lui lorsque sa maladie revient.
Bendoro commence aussi à lui manquer. Quand il ne vient pas la voir, elle est triste. Elle commence à être jalouse lorsqu'il part plusieurs jours, et se rend compte qu'elle n'a pas le droit de le retenir. Elle regrette la vie des couples de son village, où la femme sait toujours où est son mari, et où elle peut lui faire des remarques.

### La fille du rivage rend visite à ses parents
Elle décide donc de retourner à son village avec un dokar, accompagnée de Mardinah. En route, elle se sent enfin libre, et s'émerveille du monde dont elle ne peut profiter dans la maison de Bendoro. Elle peut rire tout haut, se moquer des gens de la ville, et ne plus écouter Mardinah. La situation est renversée, alors que Mardinah riait souvent d'elle lorsqu'elles étaient dans la maison de Bendoro, sur la route du village, c'est elle qui rigole avec le conducteur, Pak Kusir.

### La fille du rivage divorce
En arrivant, elle est surprise que son père lui apprenne que son mari a divorcé d'elle. Elle retourne chez Bendoro pour chercher son enfant, mais celui-ci ne veut pas le lui laisser. Triste et honteuse, elle part à Blora, où se trouve un lieu d'accueil des femmes rejetées par leur mari.

## Analyse
Dans le livre, Bendoro est un aristocrate alors que la fille du rivage est issue du peuple. Bendoro ne prend pas ce mariage au sérieux car son épouse est inférieure à lui, car non-noble. Il s'agit pour lui d'un essai : une vraie femme pour lui serait une personne de son rang, ou au moins fortunée. La fille du rivage ne veut pas de cette alliance au début, mais elle n'a pas la force de le refuser ; elle doit en effet obéir à ses parents, qui veulent qu'elle fasse un riche mariage qui lui apporte un statut social. En conséquence, leur mariage est insatisfait. Même si elle doute au début, elle réussit à s'adapter à la vie des priyayi. Bien qu'elle commence à espérer que son couple avec Bendoro, celui-ci la répudie alors que leur enfant n'a que quelques mois.
La Fille du rivage est un roman particulier du fait de l'absence de nom donné au personnage principal. Bien que cette histoire soit grandement inspiré de la vie de la grand-mère de l'auteur, le récit de cette jeune fille de quatorze ans qui se fait voler sa vie par ses parents et son époux est une virulente critique de l'organisation sociale d’Indonésie en général et de Java en particulier.